# Yumi (prénom)
Pour l'arc japonais, voir Yumi.
- Yumi est un prénom japonais utilisé dans beaucoup de mangas et animes. Cela signifie : « verte beauté ».

Yumi Ishiyama est un des personnages principaux du dessin animé français Code Lyoko.
- Yumi est un prénom achuar, dont la signification est « la pluie », et aussi l'eau de fleuve ou rivière utilisée pour la cuisine ou la consommation humaine[1],[2].